# The Boxtrolls
Los Boxtrolls (The Boxtrolls) es una película animada en stop motion perteneciente a los géneros de la fantasía y de la comedia. Se estrenó en 2014, se basa en la novela Here Be Monsters! (de Alan Snow) y está producida por Laika y dirigida por Graham Annable y Anthony Stacchi. The Boxtrolls trata de las aventuras de Eggs, un niño criado por troles de la basura, en su intento de salvarlos del exterminador de plagas Archibald Snatcher. La película cuenta con las voces de Isaac Hempstead-Wright, Ben Kingsley, Elle Fanning, Toni Collette, Jared Harris, Simon Pegg, Nick Frost, Richard Ayoade y Tracy Morgan. Se estrenó el 26 de septiembre del 2014 en Estados Unidos, en donde recibió críticas positivas.

## Argumento
La historia retrata la fábula cómica que ocurre en Cheesebridge, un pueblo adinerado en la época victoriana donde reina la codicia entre sus habitantes. Obsesionados por la clase social, la riqueza, su principal preocupación son sus apetitosos y exquisitos quesos. Pero todos ellos viven pendientes del mal que habita bajo ellos, en los túneles de la ciudad, donde residen los Boxtrolls, unos monstruos horrorosos y crueles que se dedican a secuestrar durante la noche sus dos bienes más preciados: a sus hijos y a sus quesos. Pero están a punto de descubrir que la leyenda que siempre creyeron puede que no sea lo que ocurre realmente ahí abajo.

## Voces de reparto
- Isaac Hempstead-Wright como Eggs,[5][7]
- Elle Fanning como Winnie Portley-Rind[5]
- Ben Kingsley como Archibald Snatcher[5][7]
- Toni Collette como Lady Portley-Rind,[5][8][9]
- Jared Harris como Lord Portley-Rind,[5][9]
- Nick Frost como Sr. Trout,[5][9]
- Richard Ayoade como Sr. Pickles[5][9]
- Tracy Morgan como Sr. Gristle,[5]
- Simon Pegg como Herbert Trubshaw,[5] padre de Eggs.
- Dee Bradley Baker como Pescado, Wheels, y Bucket,[8] tres Boxtrolls.
- Steve Blum como Shoe y Sparky,[8] dos Boxtrolls.
- Albert Silla como voz adicional.

Doblaje Hispanoamérica:
- Emilio Treviño como Eggs(Huevo/Bebé Trubon en Hispanoamérica)
- Melissa "Meli G" Gedeón como Winnie Portley-Rind(Winnie Canem-Bert en Hispanoámerica)
- Juan Manuel Bernal como Archibald Snatcher (Archibaldo Hurtado en Hispanoamérica)
- Edgar Vivar como Lord Portley-Rind (Lord Canem-Bert en Hispanoamérica)
- José Antonio Macías como Pescado, Frágil y Sr. Fideo
- Óscar Flores como Herbert Trubshaw (Heriberto Trubon en Hispanoamérica)
- Enrique Cervantes como Sr. Trucho
- Odiseo Bichir como Sr. Gristle (Sr. Mollejas en Hispanoamérica)

## Producción

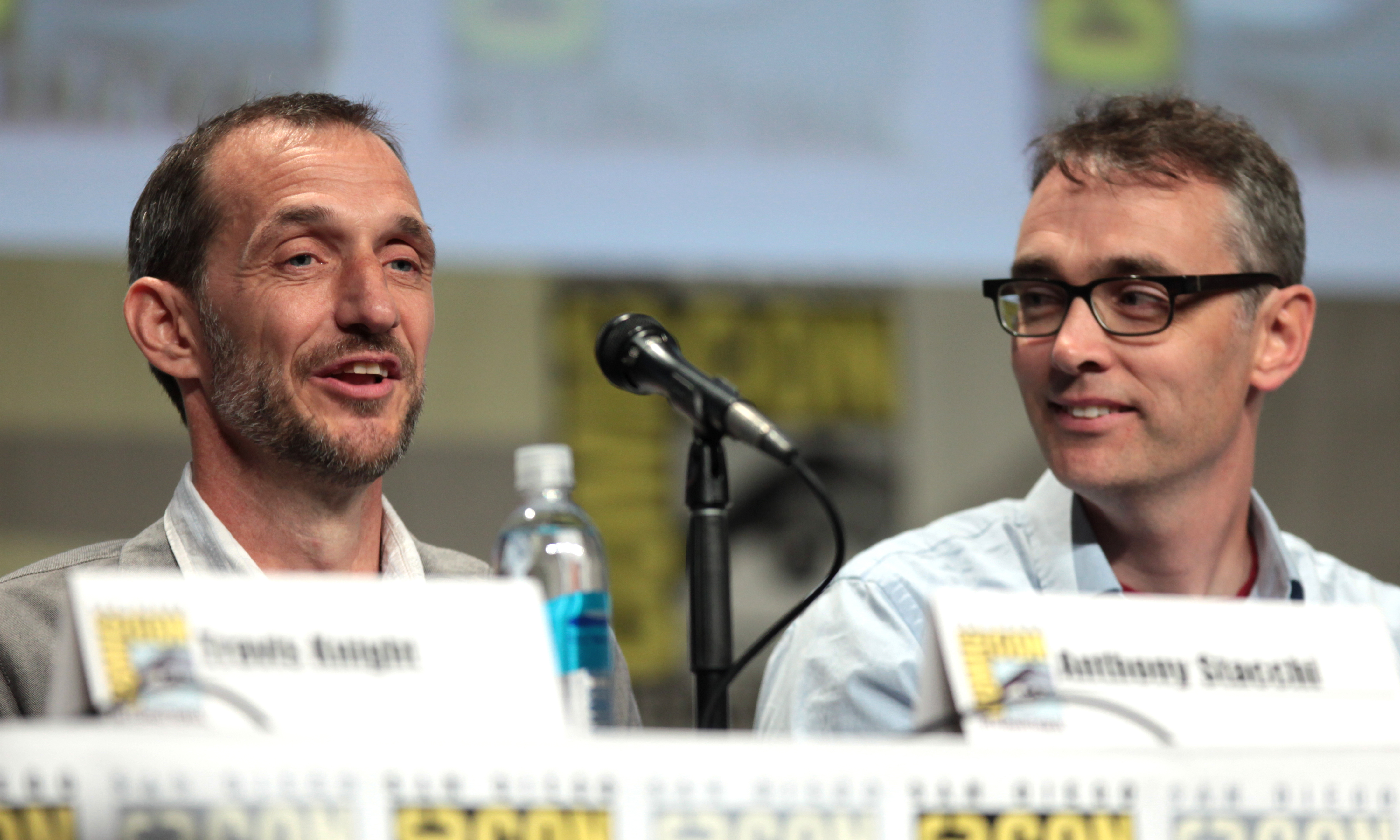
Anthony Stacchi y Graham Annable en la Comic-Con 2014

En junio de 2008, Laika dio a conocer un catálogo de proyectos en desarrollo, entre los que había también una adaptación cinematográfica animada de la novela de Alan Snow llamada "Here Be Monsters!", finalmente convirtiéndose en Los Boxtrolls. La técnica de animación aún no decidida, Anthony Stacchi se estableció para dirigir la película. Laika anunció que el 7 de febrero de 2013, su siguiente película sería una adaptación en stop motion y en 3D bajo el título The Boxtrolls. Dirigida por Stacchi y Graham Annable, fue programada para salir el 17 de octubre de 2014, antes de mayo del 2013 se llegó a retroceder al 26 de septiembre de 2014. Focus Features posee los derechos de distribución mundial de la película, y Universal Pictures International lanzó la película en el extranjero (con el manejo de eOne Distribution Canada).

## Estreno
El 11 de junio de 2014, dos nuevos tráileres , uno para los EE. UU. y otro para el Reino Unido, salieron a la luz por el estudio. La película se estrenó en el Festival de Cine de Venecia el 31 de agosto de 2014.

## Música
El 4 de diciembre de 2013, el compositor Dario Marianelli fue contratado para la película, el primer largometraje de animación de su carrera. El 30 de agosto de 2014, se anunció en Back Lot Music que lanzaría un álbum de banda sonora de la película el 23 de septiembre de 2014.

Lista de canciones

Toda la música compuesta por Dario Marianelli:. 
| N.º | Título | Duración |  |
| 1.  | «The Unspeakable Has Happened»                                                                              | 2:19     |  |
| 2.  | «The Scavengers»                                                                                            | 2:26     |  |
| 3.  | «The Boxtrolls Cavern»                                                                                      | 2:32     |  |
| 4.  | «Eggs’ Music Box»                                                                                           | 1:50     |  |
| 5.  | «Quattro Sabatino» (interpretado por Peter Harris, Alex Tsilogiannis, Thomas Kennedy & Edmund Saddington)   | 2:38     |  |
| 6.  | «One Busy Night»                                                                                            | 2:35     |  |
| 7.  | «Rooftop Chase»                                                                                             | 1:38     |  |
| 8.  | «Broken Eggs»                                                                                               | 2:00     |  |
| 9.  | «Cheesebridge Funfair»                                                                                      | 0:46     |  |
| 10. | «The Boxtrolls Song» (escrito por Eric Idle, interpretado por Sean Patrick Doyle, Mark Orton & Loch Lomond) | 2:35     |  |
| 11. | «Snatcher and His Stooges»                                                                                  | 1:34     |  |
| 12. | «Allergic»                                                                                                  | 4:51     |  |
| 13. | «To the Rescue»                                                                                             | 1:59     |  |
| 14. | «I’m Sure I Am Delicious»                                                                                   | 1:59     |  |
| 15. | «I Was Given to Them»                                                                                       | 2:53     |  |
| 16. | «What’s a Father?»                                                                                          | 1:31     |  |
| 17. | «Slap Waltz»                                                                                                | 2:28     |  |
| 18. | «Snatcher’s Dramatical Entrance»                                                                            | 3:26     |  |
| 19. | «Look What You Did»                                                                                         | 3:45     |  |
| 20. | «Jelly!» | 4:11     |  |
| 21. | «Last Battle»                                                                                               | 3:43     |  |
| 22. | «Say Cheese»                                                                                                | 2:01     |  |
| 23. | «Little Boxes» (escrito por Malvina Reynolds, interpretado por Loch Lomond)                                 | 2:36     |  |
| 24. | «Some Kids» (interpretado por Loch Lomond)                                                                  | 3:03     |  |
| 25. | «Whole World» (interpretado por Loch Lomond)                                                                | 1:34     |  |

## Recepción

### Crítica
Los Boxtrolls recibió críticas generalmente positivas de los críticos. En Rotten Tomatoes, la película tiene una calificación de 74%, basado en 136 opiniones, con una calificación promedio de 7/10. El consenso del sitio: «Si bien está lejos de ser la mejor oferta de Laika, Los Boxtrolls está aún lo suficientemente llena de ingenio poco convencional y el esplendor visual de ofrecer una buena dosis de entretenimiento para todas las edades». En Metacritic, la película tiene una calificación de 63 sobre 100, basado en 36 críticos, lo que indica "críticas generalmente favorables"
Tom Huddleston de Time Out dio a la película tres de cinco estrellas, diciendo: «Sin aliento, pasable y surrealistamente divertida, Los Boxtrolls con invención visual y salvaje». Alonso Duralde de TheWrap dio a la película una crítica negativa, diciendo: «Una película sorprendentemente sin encanto y sin rumbo de Laika Studios, que previamente realizaron Coraline y ParaNorman, esta última aventura parece destinada a molestar a los espectadores jóvenes mientras aburre a fondo a sus padres». Amy Nicholson de LA Weekly dio a la película un B+, diciendo: «Los Boxtrolls es un encanto para niños que te hace reír, se encogen de miedo pensar en Hitler. Eso es una tripleta inusual, pero una vez más, esta es una película inusual». David Rooney de The Hollywood Reporter dio a la película una crítica agridulce, diciendo: «Hay una escasez crucial de corazón aquí, a partir de la narración de cuentos desordenado al humor de acertar o perder y pocos atractivos visuales».

## Premios y nominaciones
| Premio                               | Categoría                     | Receptores                                                        | Resultado | Ref(s) |
| ------------------------------------ | ----------------------------- | ----------------------------------------------------------------- | --------- | ------ |
| Círculo de Críticos de San Francisco | Mejor película animada        | The Boxtrolls                                                     | Nominada  | [ 21 ] |
| Premios Annie                        | Mejor película animada        | The Boxtrolls                                                     | Nominada  | [ 22 ] |
| Premios Annie                        | Mejores efectos animados      | Rick Sevy, Peter Vickery, Kent Estep, Peter Stuart, Ralph Procida | Nominados | [ 22 ] |
| Premios Annie                        | Mejor animación de personajes | Travis Knight, Malcolm Lamont, Jason Stalman                      | Nominados | [ 22 ] |
| Premios Annie                        | Mejor diseño de personajes    | Mike Smith                                                        | Nominado  | [ 22 ] |
| Premios Annie                        | Mejor director                | Anthony Stacchi & Graham Annable                                  |           | [ 22 ] |
| Premios Annie                        | Mejor diseño de producción    | Paul Lasaine, Tom McClure & August Hall                           | Ganadores | [ 22 ] |
| Premios Annie                        | Mejor storyboard              | Emanuela Cozzi                                                    |           | [ 22 ] |
| Premios Annie                        | Mejor actuación de voz        | Ben Kingsley como Archibald Snatcher                              | Ganador   | [ 22 ] |
| Premios Annie                        | Mejor actuación de voz        | Dee Bradley Baker como Pescado                                    | Ganador   | [ 22 ] |
| Premios Annie                        | Mejor guion                   | Irena Brignull & Adam Pava                                        | Ganador   | [ 22 ] |
| Globos de Oro                        | Mejor película animada        | The Boxtrolls                                                     | Nominada  | [ 23 ] |
| Premios Oscar                        | Mejor película animada        | The Boxtrolls                                                     | Nominada  |        |